# قطعة مني
«قطعة مني» أو «بيس أوف مي» (بالإنجليزية: Piece Of Me) هي أغنية للفنانة الأمريكية بريتني سبيرز من ألبومها الخامس تعتيم. صدرت كالأغنية المنفردة الثانية من الألبوم في 27 نوفمبر، 2007 بواسطة تسجيلات جايف.
أنتج الأغنية فريق بلوشاي & أفانت كرد على تركيز الإعلام على حياة سبيرز الخاصة، وهي آخر أغنية سجلتها سبيرز من الألبوم. كلمات الأغنية مكتوبة كسيرة ذاتية تروي مشاكل وحوادث سبيرز، «قطعة مني» هي أغنية بوب إلكترونية بتأثيرات من البوب الراقص. أعجب النقاد بالأغنية وأبرزوا لها أهمية ضمن باقي أغاني الألبوم، وصنفت مجلة رولينغ ستون الأغنية في المركز الخامس عشر كأفضل 100 أغنية لعام 2007.
أخذت الأغنية نجاحاً تجارياً وتصدرت قائمة أيرلندا ووصلت إلى أول 10 مراكز في أستراليا، النمسا، كندا، الدنمارك، فنلندا، نيوزيلندا، السويد وكانت #2 في المملكة المتحدة. وفي الولايات تصدرت قائمة البيلبورد لأفضل أغاني الرقص.

## قصة الفيديو
في الفيديو المرافق للأغنية، تظهر سبيرز مع نسوة شقراوات يغيرن ملابسهن، يضعن مساحيق التجميل ويرقصن في غرفة نوم. في الخارج، تقوم الباباراتزي بتصوير النسوة من خلال النوافذ. تظهر سبيرز أمام خلفية مليئة بالألوان ومضيئة، حيث تكون مرتدية سترة قصيرة من الفرو وصدرية سوداء وجينز. هناك أيضاً مشاهد أخرى تتقاطع محتوية سبيرز مرتدية سترة بيضاء من الفرو، ممزقة لأغلفة الصحف الصفراء لتضع مكانها أغلفة أكثر إيجابية. خلال المقطع الأول، تنضم سبيرز للنسوة الأربع، حيث تكون مرتدية كل واحدة منهن شعر مستعار أشقر وقصير ونظارات شمسية، ويكن محاطات بمصوري المشاهير. يدخلن إلى ملهى ليلي، حيث تبدأ سبيرز بمغازلة رجل لتقوده إلى حمام السيدات، حيث تكتشف أنه يضع كاميرا مخفية في صدره فتكتب «أحمق Sucker» على جبهته. هناك فقرة رقص حتى نهاية الأغنية، حيث ترقص سبيرز مع النسوة الأربع في الحمام. في النهاية، تعود النسوة إلى غرفة النوم، لتشاهدن نشرة إخبارية عن «غزو بريتني».
إستقبل الفيديو نقداً مختلطاً، وبعض النقاد ناقشوا تغير جسم سبيرز. ترشح الفيديو لثلاثة ترشيحات لحفل جوائز الإم تي في لعام 2008 وفاز بهم كلهم وهم: «أفضل فيديو لمغنية أنثى», «فيديو العام», و «أفضل فيديو مصور لأغنية بوب». أدت سبيرز الأغنية الأغنية في جولة السيرك بطولة بريتني سبيرز، وجولة فيم فيتال (المرأة الخطرة) وهي أيضاً عنوان لجولة بريتني المحلية «بريتني: بيس اوف مي» وأدت الأغنية بها أيضاً.

## الوصلات الخارجية
- فيديو كليب "قطعة مني" على يوتيوب